# Studio Kôsen
Studio Kôsen es una pareja de historietistas e ilustradoras madrileñas compuesto por Aurora García Tejado y Diana Fernández Dévora. Desde 1998 han estado trabajando bajo ese nombre en el dibujo de cómics e ilustraciones, siempre con una gran influencia del manga.

## Trayectoria
La mayoría de sus primeros trabajos en España vieron la luz en revistas especializadas en manganime, destacando la serie mensual Lêttera en la revista Shirase. Su primer trabajo monográfico fue la serie de cuatro números Garou-chan, publicada por Amaníaco Ediciones, y por Kasen en Polonia. 
También han trabajado en el campo de la ilustración realizando encargos tanto para revistas como Maxim y RollingStone, para libros didácticos como los volúmenes de Japonés en Viñetas 1 y 2 de la editorial Norma o para algunos libros de las series How to Draw… de la editorial Watson-Guptill Publications, pasando por ilustraciones para CD de grupos musicales o cantantes como Ailyn, Firestorm o Charm, hasta empresas de videojuegos como Gravity Corp., o incluso para campañas políticas como la de las Juventudes Socialistas en el año 2000.
En el 2005 empezaron a publicar en Estados Unidos obras de temática yaoi con la editorial Yaoi Press, siendo Saihoshi, The Guardian y stallion.htm Stallion (enlace roto disponible en Internet Archive; véase el historial, la primera versión y la última). sus obras más conocidas. Ambas han sido publicadas en varios países como EE. UU., España, Argentina, Italia, Alemania y Polonia. 
En 2008 publicaron Daemonium con la editorial Tokyopop.
En 2010 empezaron a trabajar en una nueva versión de Lêttera como parte de la nueva línea Gaijin de Ediciones Glénat. y en Saihôshi Redemption, la continuación de Saihôshi, el Guardián en formato novela.

## Obra

### Garou-Chan
Serie de comedia estudiantil y cuatro números de duración, publicada entre los años 1999 y 2001 por Amaniaco Ediciones.
Sinopsis:
Ayako Garou tiene un problema poco común que debe ser mantenido en el más absoluto de los secretos y es que, al menor descuido, la luna llena, los nervios o el sonido de un teléfono móvil la transforman en una mujer-lobo muy particular. Pero ocultar esto a los ojos de sus compañeros de instituto no es todo lo que tiene que soportar, pues además tiene la desgraciada habilidad de verse continuamente metida en líos gracias a unos amigos muy especiales.

### Shadowings
Libro de 56 ilustraciones a color publicado en el 2001 por la Asociación Chan.

### Lêttera
Serie mensual de género mezcla entre comedia y fantasía heroica publicada por primera vez entre los años 2002 y 2004 en la revista Shirase de Ares informática.
En 2010 volvió a publicarse como un tomo autoconclusivo en la Línea Gaijin Manga de la editorial Glenat, con un dibujo más actualizado.
Sinopsis:
Garnet Rune es una joven y poderosa hechicera (según sus propias palabras) que no puede hacer magia. Sin embargo, la maldición que pesa sobre Rune no es tan injusta como parece... En su búsqueda de una cura para su maldición irá encontrándose con otros personajes, a los que intentará utilizar para conseguir su objetivo, y enemigos con bastantes motivos para ponerle las cosas difíciles.

### Saihôshi, el guardián
Tomo autoconclusivo de temática yaoi publicado originalmente en EE. UU. en el 2006 y después en español por la Editorial Ivrea
Sinopsis:
Sastre es el Guardián del Norte y su misión es escoltar al príncipe Anel para que llegue sano y salvo a su boda. Kaleth, un joven sirviente y amante del príncipe, se hará pasar por su Señor durante el viaje para mayor seguridad. Los Guardianes son guerreros invencibles, despiadadas máquinas de matar que no dudan en cortar cuellos para cumplir con su deber: proteger el orden establecido. Se dice que su corazón es de piedra pero el Guardián del Norte está a punto de descubrir que eso no es del todo verdad.

### Saihôshi Redemption
Han pasado dos años después de que Sastre decidiera desertar de la Orden de los Guardianes y escaparse junto a Kaleth. Desde entonces, ambos viven aislados en una cabaña en los bosques del este; el territorio de Yinn, el Guardián que les ayudó a que su fuga fuera posible.
Sin embargo, la traición de Sastre ha sido descubierta y, para atrapar a los culpables, la Orden ha mandado a los únicos guerreros capaces de vencer a un Guardián: los temidos Ejecutores.
Ahora, Sastre, Kaleth y Yinn se verán obligados a redimir sus actos en un viaje que desvelara los oscuros secretos de la Orden y pondrá a prueba sus sentimientos.

### Saihôshi Integral
Nueva edición de la obra publicada en mayo de 2013 por EDT Editores de tebeos, recopilando ambas partes de la historia en un tomo de 504 páginas.

### Stallion
Tomo autoconclusivo de temática yaoi publicado originalmente en EE. UU. en el 2006 y después en español por la Editorial Ivrea.
Sinopsis:
El indio Stallion y el joven americano Josey compiten para vengarse de un bandido que arruinó sus vidas llamado Bill Tempest, hasta que ambos se dan cuenta de que tienen en común más de lo que pensaban.

### Reflections
Libro de ilustraciones de temática yaoi publicado en USA por la editorial Yaoi Press. Incluye, entre otras, ilustraciones basadas en Saihôshi, Stallion y otros mangas que las autoras publicaron anteriormente con esta editorial.

### Daemonium
La puerta al infierno está abierta en esta historia de sed de sangre de los demonios y redención de los ángeles. Solo y desfigurado debido a un trágico accidente de tráfico de su infancia, Seisu está atormentado por visiones frecuentes y pesadillas infernales. Pero cuando una estancia en un remoto monasterio conduce al misterioso joven Yabrail a su vida, Seisu no solo descubre qué hay tras su frágil estado de ánimo, sino también que el Cielo y el Infierno no están tan distantes como él creyó una vez.